# Hephaestus obtusifrons
Hephaestus obtusifrons é uma espécie de peixe da família Terapontidae.
Pode ser encontrada nos seguintes países: Indonésia (Nova Guiné Ocidental) e Papua-Nova Guiné.